# Airampoa erectoclada

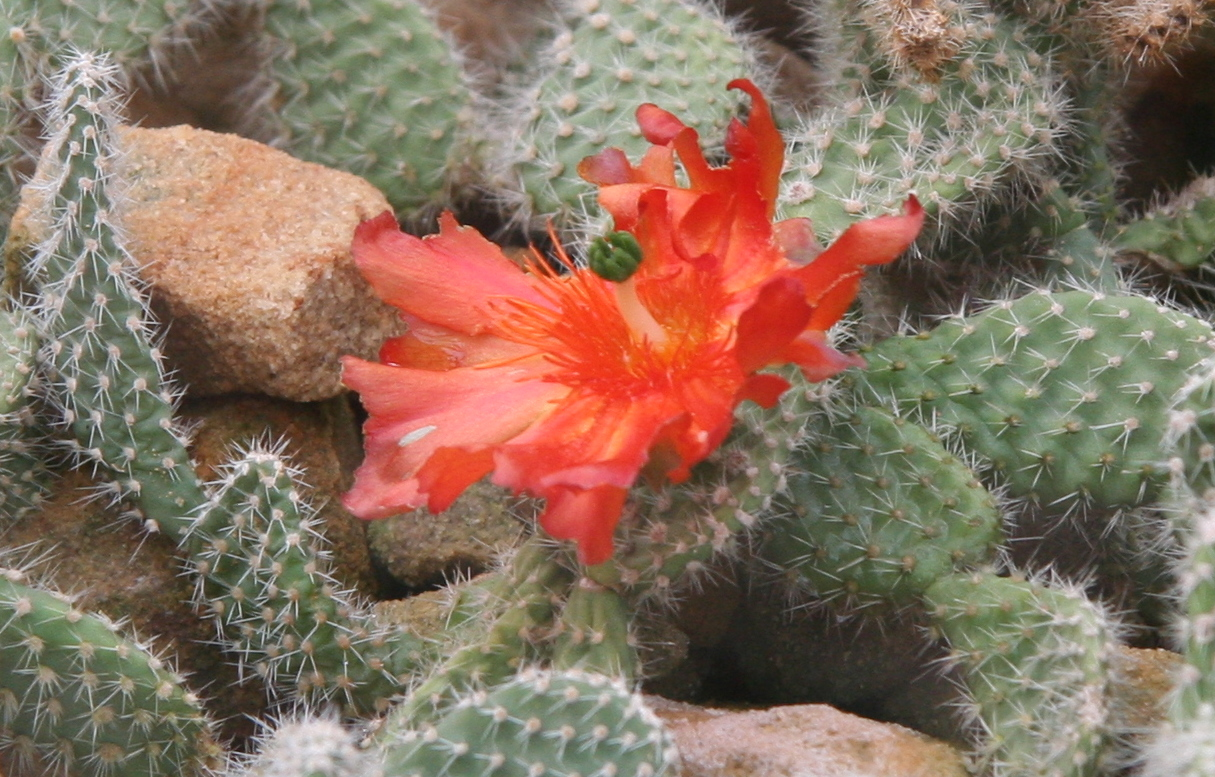
Blüte an Airampoa erectoclada

Airampoa erectoclada ist eine Pflanzenart in der Gattung Airampoa aus der Familie der Kakteengewächse (Cactaceae). Das Artepitheton erectoclada leitet sich vom lateinischen Wort erectus für ‚aufrecht‘ sowie dem griechischen Wort klados für ‚Zweig‘ ab und verweist auf die Anordnung der Triebabschnitte der Art.

## Beschreibung
Airampoa erectoclada wächst kriechend mit blaugrünen bis leuchtendgrünen, schmal dreieckigen bis zungenförmigen Triebsegmenten, die im Jugendstadium aufrecht stehen. Sie sind deutlich höckerig und bis 6 Zentimeter lang. Auf ihnen befinden sich bis zu 140 eng beieinanderstehende Areolen. Die aus ihnen entspringenden 4 bis 7 Dornen sind zurückgebogen und an der Trieboberfläche anliegend oder ausgebreitet. Sie sind 4 bis 10 Millimeter lang.
Die Blüten sind rötlich orange bis karminrot. Ihr verlängertes Perikarpell ist höckerig und borstig.

## Verbreitung, Systematik und Gefährdung
Airampoa erectoclada ist in der argentinischen Provinz Salta verbreitet.
Die Erstbeschreibung als Opuntia erectoclada erfolgte 1936 durch Curt Backeberg. 2000 stellten Alexander Borissovitch Doweld stellte die Art 2002 in die Gattung Airampoa. Weitere nomenklatorische Synonyme sind Tunilla erectoclada (Backeb.) D.R.Hunt & Iliff (2000) und Tephrocactus erectocladus (Backeb.) G.D.Rowley (2006).
In der Roten Liste gefährdeter Arten der IUCN wird die Art als „Data Deficient (DD)“, d. h. mit keinen ausreichenden Daten geführt. Die zukünftige Entwicklung der Populationen ist unbekannt.

## Nachweise